# Constantin Budescu
Constantin Valentin Budescu (Manasia, 19 febbraio 1989) è un calciatore rumeno, centrocampista svincolato.

## Caratteristiche tecniche
Trequartista - dotato di un'ottima tecnica - abile sui calci piazzati.

## Carriera

### Club
Muove i suoi primi passi nel Rapid Sălciile prima di approdare - nel 2003 - nel settore giovanile del Petrolul Ploiești. Nel gennaio 2011 passa all'Astra Giurgiu. Esordisce in Liga I il 28 febbraio contro il Gloria Bistrița.
Il 21 luglio 2013 segna una tripletta nella trasferta vinta 4-0 contro il Viitorul Constanța. Il 23 maggio 2014 l'Astra Giurgiu si aggiudica la Coppa di Romania battendo la Steaua Bucarest ai calci di rigore. A questa vittoria seguirà - l'11 luglio - quella della Supercoppa di Romania.
Il 31 gennaio 2016 passa al Dalian Yifang, legandosi alla società orientale - militante nella seconda serie cinese - per tre anni. Il 23 agosto torna in prestito fino al 31 dicembre all'Astra Giurgiu. Il 26 gennaio 2017 - svincolatosi dal Dalian Yifang - firma un contratto valido per 18 mesi con la società rumena.
Il 10 giugno 2017 firma un quadriennale con lo Steaua Bucarest da 240.000 euro annui.

### Nazionale
Esordisce in nazionale il 4 settembre 2015 in Ungheria-Romania (0-0), subentrando al 78' al posto di Lucian Sânmărtean. L'11 ottobre 2015 segna una doppietta nella partita vinta 0-3 contro le Isole Fær Øer. Grazie a questo successo la Romania ottiene l'aritmetica qualificazione agli Europei 2016, a distanza di otto anni dall'ultima partecipazione.
A causa di alcuni attriti con il CT Iordănescu - dovuti anche alla scelta di trasferirsi in Cina - viene escluso dalla manifestazione tenutasi in Francia.

## Statistiche

### Presenze e reti nei club
Statistiche aggiornate al 26 ottobre 2024.
| Stagione                 | Squadra                  | Campionato               | Campionato | Campionato | Coppe nazionali | Coppe nazionali | Coppe nazionali | Coppe continentali | Coppe continentali | Coppe continentali | Altre coppe | Altre coppe | Altre coppe | Totale | Totale |
| Stagione                 | Squadra                  | Comp                     | Pres       | Reti       | Comp            | Pres            | Reti            | Comp               | Pres               | Reti               | Comp        | Pres        | Reti        | Pres   | Reti   |
| ------------------------ | ------------------------ | ------------------------ | ---------- | ---------- | --------------- | --------------- | --------------- | ------------------ | ------------------ | ------------------ | ----------- | ----------- | ----------- | ------ | ------ |
| 2005-2006                | Petrolul Ploiești        | L2                       | 14         | 4          | CR              | 1               | 0               | -                  | -                  | -                  | -           | -           | -           | 15     | 4      |
| 2006-2007                | Petrolul Ploiești        | L2                       | 32         | 7          | CR              | 0               | 0               | -                  | -                  | -                  | -           | -           | -           | 32     | 7      |
| 2007-2008                | Petrolul Ploiești        | L2                       | 34         | 10         | CR              | 0               | 0               | -                  | -                  | -                  | -           | -           | -           | 34     | 10     |
| 2008-2009                | Petrolul Ploiești        | L2                       | 27         | 6          | CR              | 3               | 1               | -                  | -                  | -                  | -           | -           | -           | 30     | 7      |
| 2009-2010                | Petrolul Ploiești        | L2                       | 32         | 7          | CR              | 0               | 0               | -                  | -                  | -                  | -           | -           | -           | 32     | 7      |
| 2010-gen. 2011           | Petrolul Ploiești        | L2                       | 12         | 7          | CR              | 2               | 2               | -                  | -                  | -                  | -           | -           | -           | 14     | 9      |
| gen.-giu. 2011           | Astra Giurgiu            | L1                       | 6          | 0          | CR              | 1               | 0               | -                  | -                  | -                  | -           | -           | -           | 7      | 0      |
| 2011-2012                | Astra Giurgiu            | L1                       | 9          | 0          | CR              | 1               | 1               | -                  | -                  | -                  | -           | -           | -           | 10     | 1      |
| 2012-2013                | Astra Giurgiu            | L1                       | 26         | 12         | CR              | 5               | 3               | -                  | -                  | -                  | -           | -           | -           | 31     | 15     |
| 2013-2014                | Astra Giurgiu            | L1                       | 28         | 13         | CR              | 6               | 4               | UEL                | 7                  | 3                  | -           | -           | -           | 41     | 20     |
| 2014-2015                | Astra Giurgiu            | L1                       | 28         | 10         | CR+CdL          | 0+3             | 1               | UEL                | 10                 | 1                  | SR          | 1           | 0           | 42     | 12     |
| 2015-gen. 2016           | Astra Giurgiu            | L1                       | 18         | 8          | CR+CdL          | 2+1             | 1+0             | UEL                | 6                  | 3                  | -           | -           | -           | 27     | 12     |
| 2016                     | Dalian Yifang            | CL1                      | 4          | 0          | CC              | 0               | 0               | -                  | -                  | -                  | -           | -           | -           | 4      | 0      |
| 2016-2017                | Astra Giurgiu            | L1                       | 18+8       | 6          | CR+CdL          | 5+1             | 4+1             | UEL                | 8                  | 2                  | SR          | -           | -           | 40     | 13     |
| 2017-2018                | Steaua Bucarest          | L1                       | 17+10      | 6+3        | CR              | 1               | 0               | UCL+UEL            | 2+7                | 1+3                | -           | -           | -           | 37     | 13     |
| 2018-2019                | Al-Shabab                | SPL                      | 22         | 7          | KCC             | 2               | 1               | -                  | -                  | -                  | -           | -           | -           | 24     | 8      |
| 2019-2020                | Astra Giurgiu            | L1                       | 14+5       | 6          | CR              | 1               | 0               | -                  | -                  | -                  | -           | -           | -           | 20     | 6      |
| 2020-feb. 2021           | Astra Giurgiu            | L1                       | 18         | 8          | CR              | 0               | 0               | -                  | -                  | -                  | -           | -           | -           | 18     | 8      |
| Totale Astra Giurgiu     | Totale Astra Giurgiu     | Totale Astra Giurgiu     | 178        | 63         |                 | 26              | 15              |                    | 31                 | 9                  |             | 1           | 0           | 236    | 87     |
| feb.-giu. 2021           | Damac                    | SPL                      | 12         | 0          | KCC             | -               | -               | -                  | -                  | -                  | -           | -           | -           | 12     | 0      |
| 2021-gen. 2022           | FCSB                     | L1                       | 10         | 1          | CR              | 1               | 0               | -                  | -                  | -                  | -           | -           | -           | 11     | 1      |
| Totale FCSB              | Totale FCSB              | Totale FCSB              | 37         | 10         |                 | 2               | 0               |                    | 9                  | 4                  |             | -           | -           | 48     | 14     |
| gen.-giu. 2022           | Voluntari                | L1                       | 9+2        | 2          | CR              | 0               | 0               | -                  | -                  | -                  | -           | -           | -           | 11     | 2      |
| 2022-2023                | Petrolul Ploiești        | L1                       | 13+4       | 1+2        | CR              | 3               | 0               | -                  | -                  | -                  | -           | -           | -           | 20     | 3      |
| ago. 2023                | Petrolul Ploiești        | L1                       | 3          | 0          | CR              | 0               | 0               | -                  | -                  | -                  | -           | -           | -           | 3      | 0      |
| Totale Petrolul Ploiești | Totale Petrolul Ploiești | Totale Petrolul Ploiești | 171        | 44         |                 | 9               | 3               |                    | -                  | -                  |             | -           | -           | 180    | 47     |
| ago. 2023-2024           | Farul Costanza           | L1                       | 24+1       | 6          | CR              | 0               | 0               | UECL               | 4                  | 2                  | SR          | -           | -           | 29     | 8      |
| 2024-2025                | Gloria Buzău             | L1                       | 14         | 5          | CR              | 1               | 0               | -                  | -                  | -                  | -           | -           | -           | 15     | 5      |
| Totale carriera          | Totale carriera          | Totale carriera          | 474        | 137        |                 | 40              | 19              |                    | 44                 | 15                 |             | 1           | 0           | 559    | 171    |

### Cronologia presenze e reti in nazionale
| Cronologia completa delle presenze e delle reti in nazionale ― Romania | Cronologia completa delle presenze e delle reti in nazionale ― Romania | Cronologia completa delle presenze e delle reti in nazionale ― Romania | Cronologia completa delle presenze e delle reti in nazionale ― Romania | Cronologia completa delle presenze e delle reti in nazionale ― Romania | Cronologia completa delle presenze e delle reti in nazionale ― Romania | Cronologia completa delle presenze e delle reti in nazionale ― Romania | Cronologia completa delle presenze e delle reti in nazionale ― Romania |
| Data                                                                   | Città                                                                  | In casa                                                                | Risultato                                                              | Ospiti                                                                 | Competizione                                                           | Reti                                                                   | Note                                                                   |
| ---------------------------------------------------------------------- | ---------------------------------------------------------------------- | ---------------------------------------------------------------------- | ---------------------------------------------------------------------- | ---------------------------------------------------------------------- | ---------------------------------------------------------------------- | ---------------------------------------------------------------------- | ---------------------------------------------------------------------- |
| 4-9-2015                                                               | Budapest                                                               | Ungheria                                                               | 0 – 0                                                                  | Romania                                                                | Qual. Euro 2016                                                        | -                                                                      | 78’                                                                    |
| 7-9-2015                                                               | Bucarest                                                               | Romania                                                                | 0 – 0                                                                  | Grecia                                                                 | Qual. Euro 2016                                                        | -                                                                      | 64’                                                                    |
| 11-10-2015                                                             | Tórshavn                                                               | Fær Øer                                                                | 0 – 3                                                                  | Romania                                                                | Qual. Euro 2016                                                        | 2                                                                      | 88’                                                                    |
| 17-11-2015                                                             | Bologna                                                                | Italia                                                                 | 2 – 2                                                                  | Romania                                                                | Amichevole                                                             | -                                                                      | 46’                                                                    |
| 5-10-2017                                                              | Ploiești                                                               | Romania                                                                | 3 – 1                                                                  | Kazakistan                                                             | Qual. Mondiali 2018                                                    | 2                                                                      | 79’                                                                    |
| 8-10-2017                                                              | Copenaghen                                                             | Danimarca                                                              | 1 – 1                                                                  | Romania                                                                | Qual. Mondiali 2018                                                    | -                                                                      | 50’ 66’                                                                |
| 9-11-2017                                                              | Cluj-Napoca                                                            | Romania                                                                | 2 – 0                                                                  | Turchia                                                                | Amichevole                                                             | -                                                                      | 72’                                                                    |
| 14-11-2017                                                             | Bucarest                                                               | Romania                                                                | 0 – 3                                                                  | Paesi Bassi                                                            | Amichevole                                                             | -                                                                      | 46’                                                                    |
| 24-3-2018                                                              | Netanya                                                                | Israele                                                                | 1 – 2                                                                  | Romania                                                                | Amichevole                                                             | -                                                                      | 61’                                                                    |
| 31-5-2018                                                              | Graz                                                                   | Romania                                                                | 3 – 2                                                                  | Cile                                                                   | Amichevole                                                             | 1                                                                      | 66’                                                                    |
| 5-6-2018                                                               | Ploiești                                                               | Romania                                                                | 2 – 0                                                                  | Finlandia                                                              | Amichevole                                                             | -                                                                      | 57’                                                                    |
| 7-9-2018                                                               | Ploiești                                                               | Romania                                                                | 0 – 0                                                                  | Montenegro                                                             | UEFA Nations League 2018-2019 - 1º turno                               | -                                                                      | 68’                                                                    |
| 2-6-2021                                                               | Ploiești                                                               | Romania                                                                | 1 – 2                                                                  | Georgia                                                                | Amichevole                                                             | -                                                                      | 58’                                                                    |
| 6-6-2021                                                               | Middlesbrough                                                          | Inghilterra                                                            | 1 – 0                                                                  | Romania                                                                | Amichevole                                                             | -                                                                      | 80’                                                                    |
| Totale                                                                 |                                                                        | Presenze                                                               | 14                                                                     |                                                                        | Reti                                                                   | 5                                                                      |                                                                        |

## Palmarès

### Club
- Coppa di Romania: 1

Astra Giurgiu: 2013-2014
- Supercoppa di Romania: 1

Astra Giurgiu: 2014

### Individuale
- Calciatore rumeno dell'anno: 1

2017